# 州同
州同，中國古代官職之一，在清朝，此官職配置於朝廷之州編制，品等為從六品。該官職主要配置於直隸州或州，數於地方政府的中低階官員。其上受知州管轄，轄下有州判。1910年代，清朝滅亡後，該官職廢除。